# 89.0 RTL

Logo bis 26. Juni 2023

89.0 RTL ist ein privater, kommerzieller Hörfunksender mit Sitz in Halle (Saale), der zur RTL Group gehört. Er wird im selben Funkhaus wie Radio Brocken produziert und spricht im Gegensatz zu seinem Schwesterprogramm eine etwas jüngere Zielgruppe an. Für die 14- bis 39-Jährigen spielt der Sender laut Claim „Die besten Hits von heute“. Das Programm ging in der heutigen Form am 24. August 2003 auf Sendung. Programmdirektorin ist seit Mai 2015 Tina Wilhelm.

## Frequenz und Verbreitung
Die Ausstrahlung auf der UKW-Frequenz 89,0 MHz vom Sendestandort Brocken (Harz) gilt als eine der technisch reichweitenstärksten Deutschlands. Auf ihr ausgestrahlte Programme konnten und können nicht nur in Sachsen-Anhalt, sondern auch in weiten Teilen von Niedersachsen, Thüringen und Brandenburg sowie bei guten Empfangsbedingungen auch in Bremen und Hamburg sowie in Teilen von Ostwestfalen und Nordhessen empfangen werden.
Im Gegensatz zum Schwesterprogramm Radio Brocken, das bis heute klar auf Sachsen-Anhalt fokussiert ist, spricht 89.0 RTL ein nicht klar definiertes größeres Verbreitungsgebiet an, sodass mitunter vom „RTL-Sektor“ die Rede ist. So werden Städte wie Wolfsburg, Hannover, Braunschweig, Göttingen, Kassel, Erfurt und Bad Hersfeld in den Verkehrs- und Blitzermeldungen berücksichtigt, obwohl formal nur eine Sendelizenz für Sachsen-Anhalt vorliegt.

## Geschichte

### 1950er bis 1990er Jahre
Die Frequenz wurde bereits zu DDR-Zeiten von Radio DDR 1 und Radio Aktuell genutzt. 
Nach der Wiedervereinigung und im Zuge der Zulassung von privaten Hörfunkprogrammen in Sachsen-Anhalt ging die Frequenz in den 1990er Jahren zusammen mit mehreren kleineren Füllfrequenzen an die damals AH Antenne Hörfunk-Sender GmbH & Co. KG bezeichnete Veranstalterin, die darauf zunächst jahrelang das von ihr produzierte Programm Radio Brocken für Sachsen-Anhalt ausstrahlte.

### 2001–2003: Project 89.0 Digital
Nachdem die Landesmedienanstalten in den 2000er Jahren den Übertragungsstandard DAB fördern wollten, ergab sich für die Veranstalterin die Gelegenheit, mit Project 89.0 digital im selben Funkhaus ein zweites Programm auf einem DAB-Kanal zu starten. Da DAB zu dieser Zeit praktisch überhaupt keine Verbreitung hatte, wurde gestattet, zusätzlich auch auf der UKW-Frequenz 89,0 MHz auszustrahlen. Zwar verlor Radio Brocken dadurch seine wichtigste Frequenz, allerdings reichten und reichen bis heute die Füllfrequenzen weitgehend aus, um das lizenzierte Sendegebiet Sachsen-Anhalt zu versorgen. Project 89.0 digital sendete von 2001 bis 2003 ein Rock- und Alternative-Programm, das sich zwar schnell einen treuen Hörerkreis aufbaute, allerdings kommerziell wenig erfolgreich blieb.

### Seit 2003: 89.0 RTL
Nachdem bei der Veranstalterin AH Antenne Hörfunk-Sender GmbH & Co. KG (ab 2011: Funkhaus Halle GmbH & Co. KG) die RTL Group als wichtigster Investor eingestiegen war, wurde ein Strategiewechsel beschlossen und das bisherige Project 89.0 digital am 24. August 2003 in 89.0 RTL umbenannt. Gleichzeitig wurde das Musikformat geändert, sodass der Eindruck eines vollkommen neuen Hörfunkprogramms entstand. Die Morgenshow übernahm Dörti-Dani. Der vormalige Morgenshow-Moderator Sascha Mad Dog, die Morgenlatte Polzin durfte unter dem Namen Sascha am Nachmittag weiter moderieren.
Am 6. Dezember 2018 erhielt 89.0 RTL den Niedersächsischen Medienpreis in der Kategorie Dialog für seine Social-Media-Show mit 89.0-RTL-Morgenshow-Moderator BigNick und Influencer Justin Prince. 2016 wurde die 89.0-RTL-Sendung Die-Hans-Blomberg-Show mit dem Deutschen Radiopreis ausgezeichnet.

## Angebot
Neben der Radiofrequenz wird das Programm auch über DAB und per Livestream im Internet ausgestrahlt, wobei in Sachsen-Anhalt eine DAB+-Ausstrahlung auf Kanal 11C, in Thüringen auf Kanal 12B, in Hamburg auf Kanal 12C, seit Mitte März 2023 in Sachsen auf Kanal 12A und seit Juli 2023 auch in Niedersachsen erfolgt.
Darüber hinaus produziert 89.0 RTL zahlreiche Web-only-Musikstreams, die im Internet, per Smart Speaker und Apple CarPlay kostenfrei abrufbar sind. Sie bedienen verschiedene Genres wie Deutschrap, Workout, Party Trash, und 90er. 89.0 RTL ist stark über Social Media mit seinen Hörern und Fans vernetzt. Vor allem auf Instagram, Facebook und per WhatsApp pflegen die Moderatoren den direkten Draht zur Hörer-Community.

## Hörerzahlen
| Jahr | Gesamt  |
| ---- | ------- |
| 2020 | 128.000 |
| 2019 | 129.000 |
| 2014 | 170.000 |
| 2013 | 216.000 |
| 2012 | 200.000 |

Quelle: ma 2012 Radio II, ma 2013 Radio II, ma 2014 Radio II, ma 2019 Audio II ma 2020 Audio II; Basis: Hörer in der Durchschnittsstunde, Mo–Fr, 6–18 Uhr, Bruttokontaktsumme, dt.-spr. Bevölkerung

## Kritik
Der Blog „Fair-Radio.net“ berichtete im Februar 2014, dass 89.0 RTL an mehreren Tagen im Februar während der „Radio-Primetime“ zwischen 6 und 9 Uhr lediglich aufgezeichnete Nachrichten sendete. Erkennbar sei dies daran gewesen, dass die von Fair Radio angefertigten Aufzeichnungen der Nachrichten jeder Stunde „bis auf den kleinsten Ton identisch“ gewesen seien. Auch inhaltlich seien die „Aktuell“-Sendungen auf dem Stand des Vorabends gewesen. Im Programm sei darauf nicht hingewiesen worden, stattdessen sei, so „Fair-Radio“, im Programm suggeriert worden, es handele sich um wirklich aktuelle Nachrichten.
Der Blogbeitrag wurde auch in Online-Branchendiensten aufgegriffen.